# Notaholmen
Ne doit pas être confondu avec Notaholmen (Samnanger).
Notaholmen est une île norvégienne du comté de Hordaland appartenant administrativement à Bømlo.

## Description
Rocheuse et couverte d'arbres, à fleur d'eau, elle s'étend sur environ 193 m de longueur pour une largeur approximative de 142 m.